# Лоуренс (округ, Міссурі)
Шаблон:StateAbbr_ 37°07′ пн. ш. 93°50′ зх. д. / 37.11° пн. ш. 93.83° зх. д.
Округ  Лоуренс (англ. Lawrence County) — округ (графство) у штаті Міссурі, США. Ідентифікатор округу 29109.

## Історія
Округ утворений 1845 року.

## Демографія
За даними перепису 
2000 року 
загальне населення округу становило 35204 осіб, зокрема міського населення було 13778, а сільського — 21426.
Серед мешканців округу чоловіків було 17330, а жінок — 17874. В окрузі було 13568 домогосподарств, 9735 родин, які мешкали в 14789 будинках.
Середній розмір родини становив 3,03.
Віковий розподіл населення поданий у таблиці:
| Стать    | До 15 років | 15-21 | 22-29 | 30-39 | 40-49 | 50-65 | 65-85 | Понад 85 |
| -------- | ----------- | ----- | ----- | ----- | ----- | ----- | ----- | -------- |
| Чоловіки | 4192        | 1700  | 1584  | 2420  | 2425  | 2716  | 2053  | 240      |
| Жінки    | 3724        | 1612  | 1623  | 2384  | 2463  | 2868  | 2680  | 520      |

## Суміжні округи
- Дейд — північ
- Ґрін — північний схід
- Крістіан — південний схід
- Стоун — південний схід
- Баррі — південь
- Ньютон — південний захід
- Джеспер — захід

## Виноски
1. ↑  U.S. Decennial Census. United States Census Bureau. Архів оригіналу за 12 травня 2015. Процитовано 16 листопада 2014.
2. ↑  Historical Census Browser. University of Virginia Library. Архів оригіналу за 11 серпня 2012. Процитовано 16 листопада 2014.
3. ↑  Population of Counties by Decennial Census: 1900 to 1990. United States Census Bureau. Архів оригіналу за 3 грудня 2014. Процитовано 16 листопада 2014.
4. ↑  Census 2000 PHC-T-4. Ranking Tables for Counties: 1990 and 2000 (PDF). United States Census Bureau. Архів оригіналу (PDF) за 18 грудня 2014. Процитовано 16 листопада 2014.
5. ↑  State & County QuickFacts. United States Census Bureau. Архів оригіналу за 7 червня 2011. Процитовано 10 вересня 2013.(англ.) Наведено за англійською вікіпедією.
6. ↑  American FactFinder. Бюро перепису населення США. Архів оригіналу за 26 лютого 2012. Процитовано 31 січня 2008.

| США | Це незавершена стаття з географії США. Ви можете допомогти проєкту, виправивши або дописавши її. |